# صيغة غير محددة
في حساب التفاضل والتكامل وغيرها من فروع التحليل الرياضي، الصيغة غير المحددة أو الكمية غير المحددة (بالإنجليزية: Indeterminate form)‏ هي صيغة جبرية تظهر أحيانًا في سياق الحل للنهايات. حل النهايات المنطوية على عمليات جبرية يكون بالتعويض عن الصيغة الفرعية (أو المتغير المستقل) بالقيمة التي يئول إليها، هذا التعويض قد ينتج عنه صيغة أو كمية غير كافية لتعيين النهاية الأصلية، تعرف بأنها صيغة أو كمية غير معينة. للصيغة غير المعينة صور عديدة هي: 00, 0/0, 1∞, ∞ − ∞, ∞/∞, 0 × ∞, و ∞0.
استعمل هذا المصطلح لأول مرة في منتصف القرن التاسع عشر من طرف فرانسوا نابليون-ماري موانيو [الإنجليزية]، طالبا عند أوغستين لوي كوشي.

## قائمة الصيغ غير المعينة
يبيّن الجدول التالي الصيغ غير المعينة للعمليات الحسابية القياسية والتحويلات .
| صيغة غير معينة | الشروط                                                                    | التحويل إلى 0/0                                                                                 | التحويل إلى ∞/∞                                                                             |
| -------------- | ------------------------------------------------------------------------- | ----------------------------------------------------------------------------------------------- | ------------------------------------------------------------------------------------------- |
| 0/0            | {\displaystyle \lim _{x\to c}f(x)=0,\ \lim _{x\to c}g(x)=0\!}             | —                                                                                               | {\displaystyle \lim _{x\to c}{\frac {f(x)}{g(x)}}=\lim _{x\to c}{\frac {1/g(x)}{1/f(x)}}\!} |
| ∞/∞            | {\displaystyle \lim _{x\to c}f(x)=\infty ,\ \lim _{x\to c}g(x)=\infty \!} | {\displaystyle \lim _{x\to c}{\frac {f(x)}{g(x)}}=\lim _{x\to c}{\frac {1/g(x)}{1/f(x)}}\!}     | —                                                                                           |
| 0 × ∞          | {\displaystyle \lim _{x\to c}f(x)=0,\ \lim _{x\to c}g(x)=\infty \!}       | {\displaystyle \lim _{x\to c}f(x)g(x)=\lim _{x\to c}{\frac {f(x)}{1/g(x)}}\!}                   | {\displaystyle \lim _{x\to c}f(x)g(x)=\lim _{x\to c}{\frac {g(x)}{1/f(x)}}\!}               |
| 1∞             | {\displaystyle \lim _{x\to c}f(x)=1,\ \lim _{x\to c}g(x)=\infty \!}       | {\displaystyle \lim _{x\to c}f(x)^{g(x)}=\exp \lim _{x\to c}{\frac {\ln f(x)}{1/g(x)}}\!}       | {\displaystyle \lim _{x\to c}f(x)^{g(x)}=\exp \lim _{x\to c}{\frac {g(x)}{1/\ln f(x)}}\!}   |
| 0              | {\displaystyle \lim _{x\to c}f(x)=0^{+},\lim _{x\to c}g(x)=0\!}           | {\displaystyle \lim _{x\to c}f(x)^{g(x)}=\exp \lim _{x\to c}{\frac {g(x)}{1/\ln f(x)}}\!}       | {\displaystyle \lim _{x\to c}f(x)^{g(x)}=\exp \lim _{x\to c}{\frac {\ln f(x)}{1/g(x)}}\!}   |
| ∞0             | {\displaystyle \lim _{x\to c}f(x)=\infty ,\ \lim _{x\to c}g(x)=0\!}       | {\displaystyle \lim _{x\to c}f(x)^{g(x)}=\exp \lim _{x\to c}{\frac {g(x)}{1/\ln f(x)}}\!}       | {\displaystyle \lim _{x\to c}f(x)^{g(x)}=\exp \lim _{x\to c}{\frac {\ln f(x)}{1/g(x)}}\!}   |
| ∞ − ∞          | {\displaystyle \lim _{x\to c}f(x)=\infty ,\ \lim _{x\to c}g(x)=\infty \!} | {\displaystyle \lim _{x\to c}(f(x)-g(x))=\lim _{x\to c}{\frac {1/g(x)-1/f(x)}{1/(f(x)g(x))}}\!} | {\displaystyle \lim _{x\to c}(f(x)-g(x))=\ln \lim _{x\to c}{\frac {e^{f(x)}}{e^{g(x)}}}\!}  |

## معرض صور

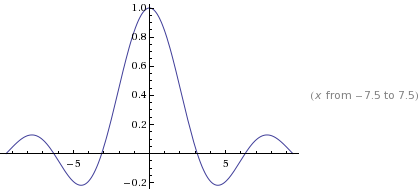
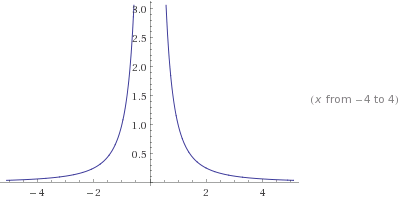
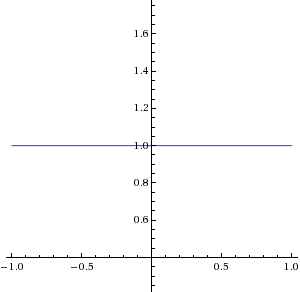
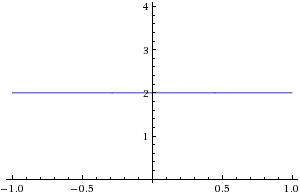
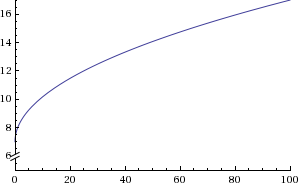
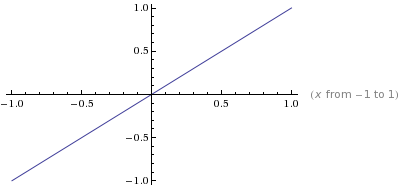